# Rosemont (circonscription provinciale)
Pour les articles homonymes, voir Rosemont.
Circonscription électorale provinciale du Canada
Rosemont est une circonscription électorale provinciale du Québec située dans la région de Montréal. Il s'agit d'une circonscription urbaine, dont le nom est celui d'un village devenu un quartier de Montréal.

## Historique

Situation de la circonscription de Rosemont dans la région montréalaise (août 2010)

La circonscription de Rosemont a été créée en 1972, composée d'une partie importante de Jeanne-Mance et d'une partie de Gouin. Elle est légèrement agrandie en 1980, puis en 2001 alors qu'elle s'étend vers le nord aux dépens de Viger et Camille-Laurin.
Ses limites sont restées inchangées depuis ce temps,.

## Territoire et limites
La circonscription de Rosemont comprend une partie de l'arrondissement Rosemont–La Petite-Patrie de la ville de Montréal. Il occupe la moitié nord-est de l'arrondissement (sauf la partie à l'est de la rue Rachel est) alors que la circonscription de Gouin occupe la moitié sud-ouest.

## Liste des députés
| Législature                                 | Années       | Député              | Député                | Parti            |
| ------------------------------------------- | ------------ | ------------------- | --------------------- | ---------------- |
| Rosemont Créée depuis Gouin et Jeanne-Mance |              |                     |                       |                  |
| 30e                                         | 1973–1976    |                     | Gilles Bellemare (en) | Libéral          |
| 31e                                         | 1976–1981    |                     | Gilbert Paquette      | Parti québécois  |
| 32e                                         | 1981–1985    |                     | Gilbert Paquette      | Parti québécois  |
| 32e                                         | 1985–1985    |                     | Gilbert Paquette      | Indépendant      |
| 33e                                         | 1985–1989    |                     | Guy Rivard            | Libéral          |
| 34e                                         | 1989–1994    |                     | Guy Rivard            | Libéral          |
| 35e                                         | 1994–1998    |                     | Rita Dionne-Marsolais | Parti québécois  |
| 36e                                         | 1998–2003    |                     | Rita Dionne-Marsolais | Parti québécois  |
| 37e                                         | 2003–2007    |                     | Rita Dionne-Marsolais | Parti québécois  |
| 38e                                         | 2007–2008    |                     | Rita Dionne-Marsolais | Parti québécois  |
| 39e                                         | 2008–2011    | Louise Beaudoin     |                       | Parti québécois  |
| 39e                                         | 2011–2012    | Louise Beaudoin     |                       | Indépendant      |
| 39e                                         | 2012–2012    | Louise Beaudoin     |                       | Parti québécois  |
| 40e                                         | 2012–2014    | Jean-François Lisée |                       | Parti québécois  |
| 41e                                         | 2014–2018    | Jean-François Lisée |                       | Parti québécois  |
| 42e                                         | 2018–2022    |                     | Vincent Marissal      | Québec solidaire |
| 43e                                         | 2022–présent |                     | Vincent Marissal      | Québec solidaire |

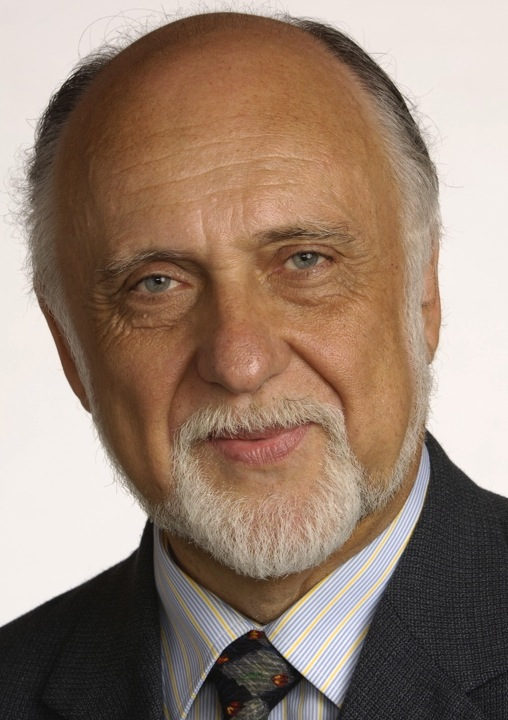
Gilbert Paquette est député de Rosemont de 1976 à 1985 pour le Parti québécois.
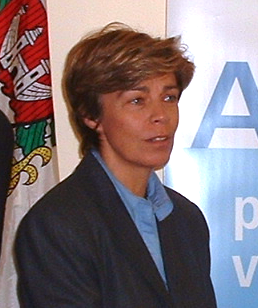
Louise Beaudoin est députée de Rosemont de 2008 à 2012.
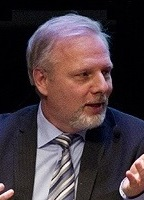
Jean-Francois Lisée est député de Rosemont de 2012 à 2018. Il est chef du Parti québécois de 2016 à 2018.
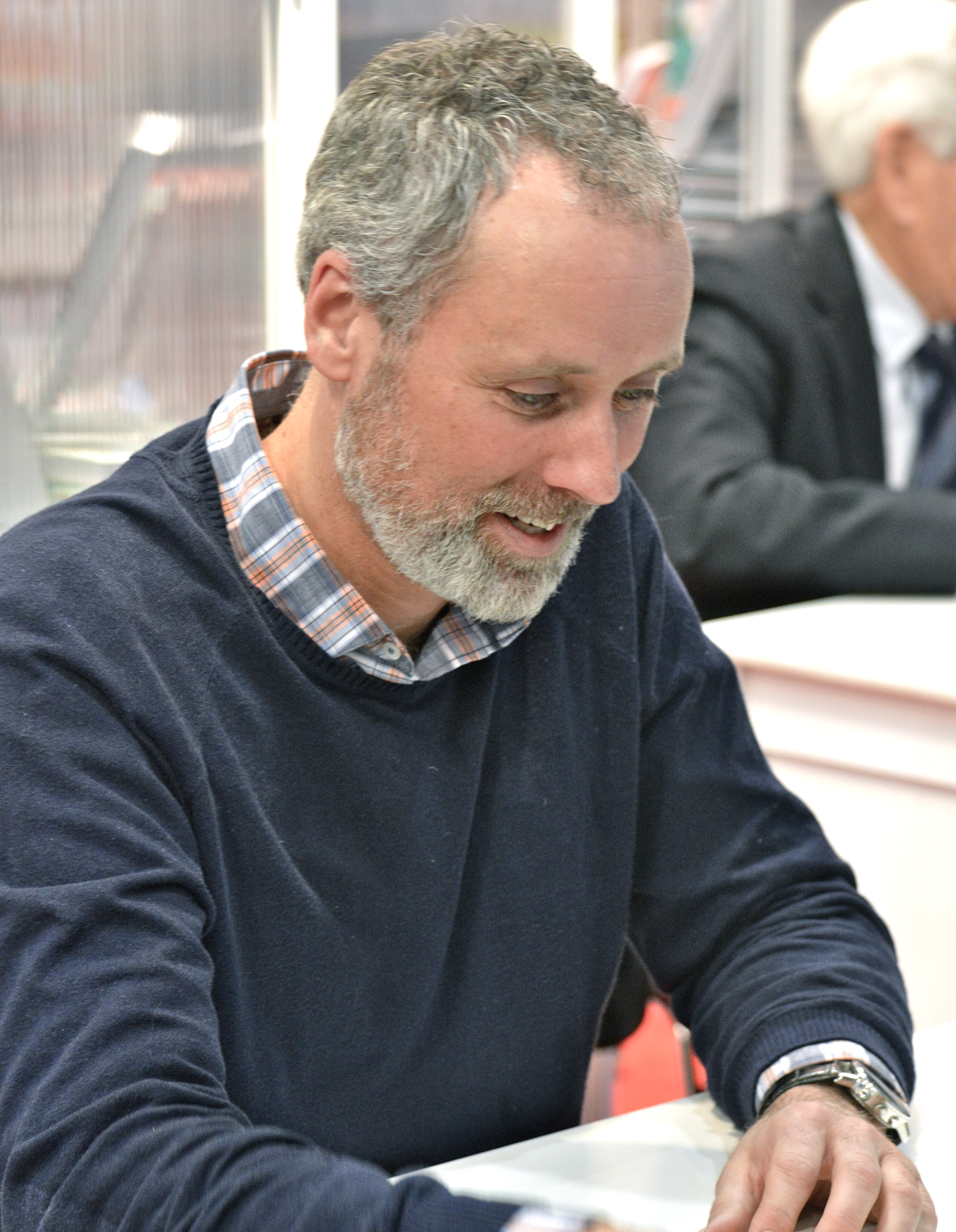
Vincent Marissal est député de Rosemont depuis 2018 pour Québec solidaire.

## Résultats électoraux
| |
| - Parti libéral - Parti québécois - Union nationale (ancien) - Crédit social (ancien) - Action démocratique (ancien) - Québec solidaire - Coalition avenir - Parti conservateur |

## Référendums
|  | Référendum                     | % du OUI | % du NON | Taux de participation |
|  | Référendum de 1980             | 44,79 %  | 55,21 %  | 85,62 %               |
|  | Accord de Charlottetown (1992) | 40,47 %  | 59,53 %  | 82,98 %               |
|  | Référendum de 1995             | 53,59 %  | 46,41 %  | 93,31 %               |